# شعب عمر (شرس)
شعب عمر هي إحدى قرى عزلة شرس الاعلى بمديرية شرس التابعة لمحافظة حجة، بلغ تعداد سكانها 351 نسمة حسب تعداد اليمن لعام 2004.